# Жёлтый карлик (фильм)
«Жёлтый карлик» — российская комедийная мелодрама Дмитрия Астрахана 2001 года.

## Сюжет
Действие происходит в наши дни в Санкт-Петербурге. Главный герой — известный писатель Владимир Жаровский. Он сочиняет любовные романы, обожаемые определённой частью читателей, он богат и знаменит. Сам Жаровский считает себя неудачником — написав когда-то роман «Жёлтый карлик», принесший ему славу, он с тех пор стряпает ремесленные поделки ради заработка, а творчество забросил.

## В ролях
| Актёр              | Роль                                             |
| ------------------ | ------------------------------------------------ |
| Александр Абдулов  | Владимир Жаровский                               |
| Елена Проклова     | Лида Жаровская                                   |
| Анна Легчилова     | Вика Морозова                                    |
| Михаил Парыгин     | Коля Жаровский                                   |
| Лариса Меньшова    | Галя (любовница Владимира)                       |
| Елена Бирюкова     | Ира (подруга Вики) (озвучивает Любовь Германова) |
| Игорь Бочкин       | Михаил Семёнов                                   |
| Андрей Олиференко  |                                                  |
| Владимир Золотухин |                                                  |
| Андрей Душечкин    |                                                  |
| Сергей Зыгмантович |                                                  |

## Съёмочная группа
- Автор сценария: Олег Данилов
- Режиссёр: Дмитрий Астрахан
- Исполнительные продюсеры: Александр Васильков, Владимир Храпунов
- Оператор: Ежи Госьцик
- Художник: Игорь Щёлоков

## Технические данные
- Производство: Группа компаний GP, ООО «Кинопродукция»
- Художественный фильм, цветной
- Формат изображения: 16:9 (1.78:1)
- Оригинальный язык: русский
- Снят на плёнке «Kodak»
- Продолжительность: 102 мин. (1 ч. 42 мин.)

## Дополнительная информация
- Премьера в РФ: 11 января 2002 года.
- В фильме участвовал Парадный полк Военно-морского инженерного института (ВМИИ).
- В фильме использована музыка Исаака Дунаевского и Оскара Строка.
- В фильме звучат песни «Чёрные глаза» в исполнении Петра Лещенко,«Звёздочка» в исполнении Бориса Моисеева и «Осторожно, листопад» в исполнении Аллы Пугачёвой.
- Отдельные сцены снимались в городе Минске и в Москве.